# 特溫哈特 (加利福尼亞州)
特溫哈特（英語：Twain Harte）是位於美國加利福尼亞州圖奧勒米縣的一個人口普查指定地區。

## 地理
特溫哈特的座標為38°02′25″N 120°14′01″W / 38.04028°N 120.23361°W，而該地最高點為海拔高度1112米（即3648英尺）。

## 人口
根據2010年美國人口普查的數據，特溫哈特的面積為9.631平方千米，當中陸地面積為9.581平方千米，而水域面積為0.050平方千米。當地共有人口2226人，而人口密度為每平方千米231人。